# No Lie
No Lie ist ein Lied des jamaikanischen Rappers Sean Paul in Zusammenarbeit mit der britisch-albanischen Sängerin Dua Lipa, das am 18. November 2016 als Single über Island Records veröffentlicht wurde. Im Jahr 2018 erschien es auch auf Sean Pauls EP Mad Love the Prequel und auf der sogenannten „Complete Edition“ von Dua Lipas Debütalbum Dua Lipa.

## Entstehung
„Das Lied wurde von Sean (Sean Paul) und zwei meiner Freunde, Emily (Warren) und Andrew Jackson, geschrieben. Ich habe gerade mit Emily zu Mittag gegessen und sie hat mir das Lied vorgespielt und ich war sofort begeistert. Ein paar Wochen später fragte Emily, ob ich es aufnehmen wollte, und ich konnte nicht nein sagen, weil Baby Boy von Beyoncé (in Zusammenarbeit mit Sean Paul) ging mir nicht aus dem Kopf. Eins führte zum anderen, wir haben das Lied aufgenommen und dann haben wir rumgehangen.“

Die Aufnahme wurde von Sermstyle produziert. Stilistisch ist es ein Dancetitel, der die Genres Pop und Reggae verbindet.

## Musikvideo
Das dazugehörige Musikvideo feierte seine Premiere auf YouTube am 10. Januar 2017. Regie führte der US-amerikanische Filmemacher Tim Nackashi. Im August 2025 konnte das Video über 1,4 Milliarden Aufrufe auf der Videoplattform verzeichnen.

## Kommerzieller Erfolg

### Chartplatzierungen
| ChartsChartplatzierungen     | Höchstplatzierung | Wochen |
| ---------------------------- | ----------------- | ------ |
| Deutschland (GfK)            | 10 (25 Wo.)       | 25     |
| Österreich (Ö3)              | 13 (17 Wo.)       | 17     |
| Schweiz (IFPI)               | 32 (31 Wo.)       | 31     |
| Vereinigtes Königreich (OCC) | 10 (30 Wo.)       | 30     |

| ChartsJahrescharts (2017)    | Platzierung |
| ---------------------------- | ----------- |
| Deutschland (GfK)            | 83          |
| Schweiz (IFPI)               | 65          |
| Vereinigtes Königreich (OCC) | 67          |

### Auszeichnungen für Musikverkäufe
| Land/Region                  | Auszeichnungen für Musikverkäufe (Land/Region, Auszeichnung, Verkäufe) | Verkäufe  |
| ---------------------------- | ---------------------------------------------------------------------- | --------- |
| Brasilien (PMB)              | Diamant                                                                | 250.000   |
| Dänemark (IFPI)              | Platin                                                                 | 90.000    |
| Deutschland (BVMI)           | 3× Gold                                                                | 600.000   |
| Frankreich (SNEP)            | Diamant                                                                | 333.333   |
| Italien (FIMI)               | 4× Platin                                                              | 200.000   |
| Kanada (MC)                  | Platin                                                                 | 80.000    |
| Neuseeland (RMNZ)            | 2× Platin                                                              | 60.000    |
| Niederlande (NVPI)           | Platin                                                                 | 40.000    |
| Österreich (IFPI)            | Platin                                                                 | 30.000    |
| Polen (ZPAV)                 | 3× Platin                                                              | 60.000    |
| Portugal (AFP)               | Platin                                                                 | 10.000    |
| Spanien (Promusicae)         | Platin                                                                 | 60.000    |
| Vereinigtes Königreich (BPI) | 2× Platin                                                              | 1.200.000 |
| Insgesamt                    | 1× Gold · 18× Platin · 2× Diamant ·                                    | 3.013.333 |

Hauptartikel: Sean Paul/Auszeichnungen für Musikverkäufe